# 天津市古林古海岸遗迹博物馆
天津市古林古海岸遗迹博物馆，位于中华人民共和国天津市滨海新区大港城区东南的天津古海岸与湿地国家级自然保护区内，2002年经天津市人民政府批准建立，2003年10月落成对外开放，是中国第一家古海岸遗迹博物馆。遗迹博物馆建筑面积2200平方米，占地面积6公顷。